# Vyšná Boca
Vyšná Boca (węg. Királyboca, niem. Oberbotza) – wieś (obec) w powiecie Liptowski Mikułasz, kraju żylińskim na Słowacji. Wieś położona jest na północnej stronie Niżnych Tatr, na dnie Bocianskiej doliny. Obok wsi przebiega droga krajowa nr 72.
Vyšná Boca to dawna wieś górnicza, w której duże znaczenie miało niemieckie osadnictwo. Wydobywano tu najpierw złoto, później rudę żelaza i antymon. Od lat 30. XX wieku wieś zmieniała swój charakter na turystyczny. 
We wsi znajduje się kościół ewangelicki z 1785 roku.

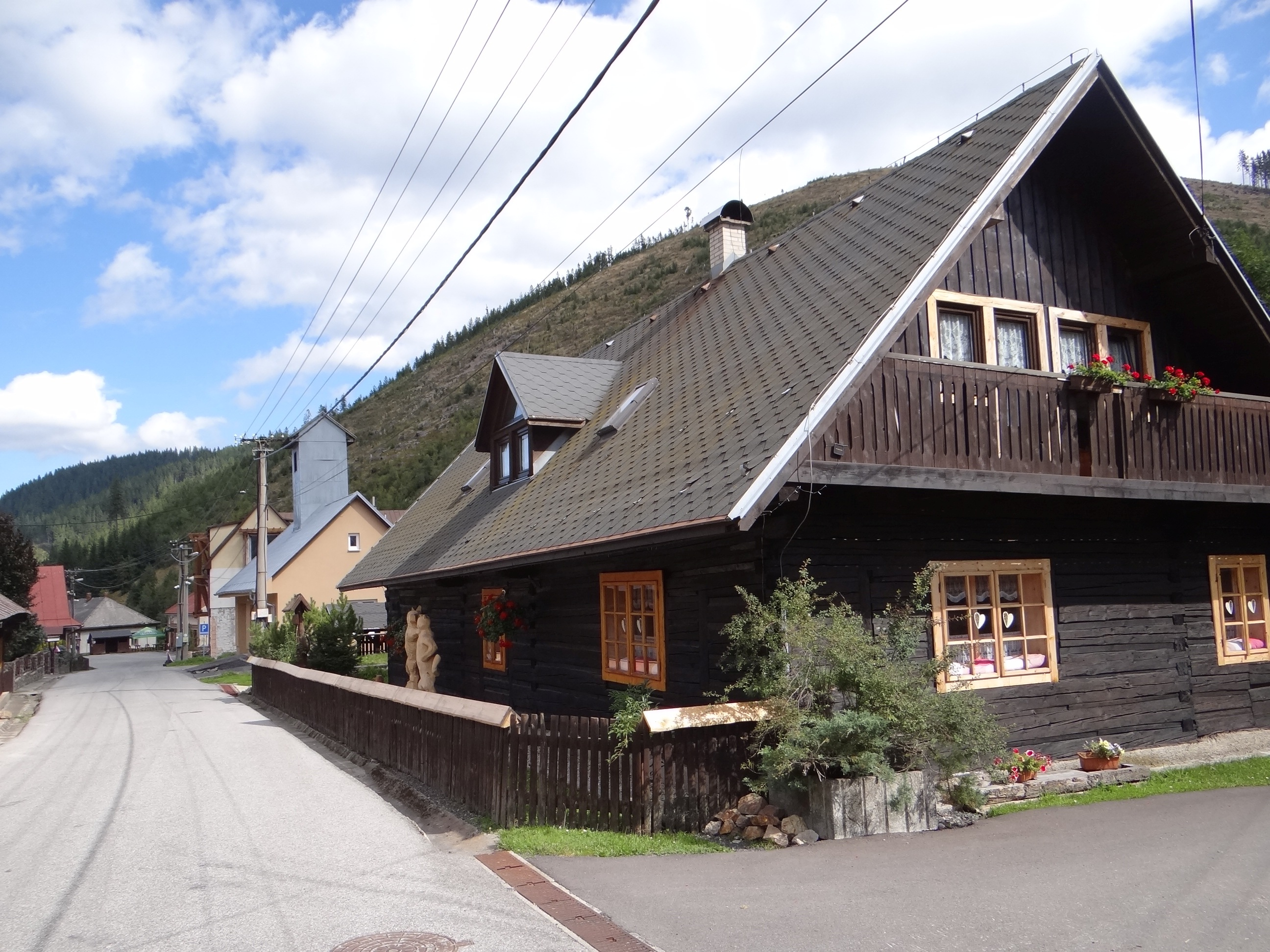
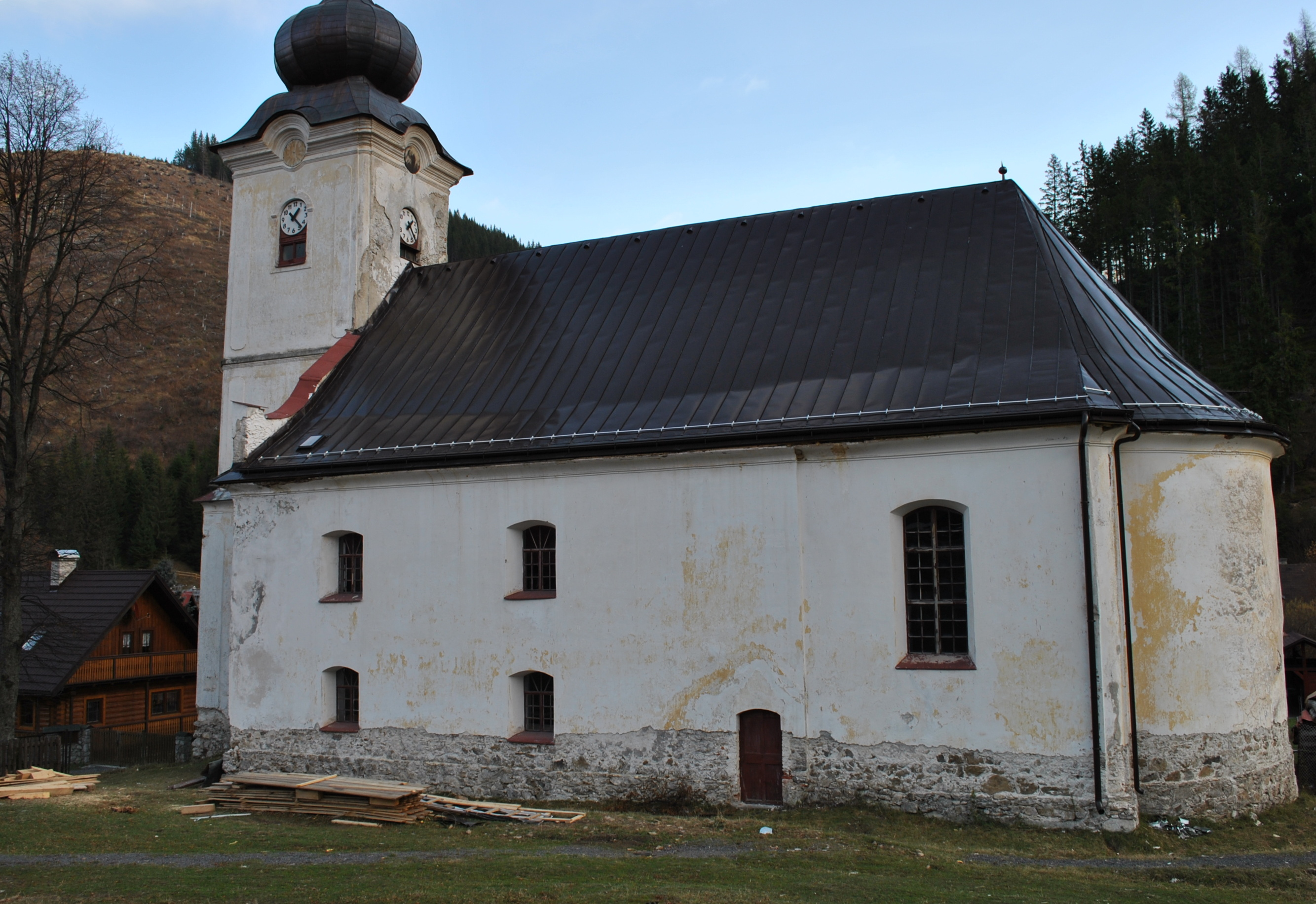
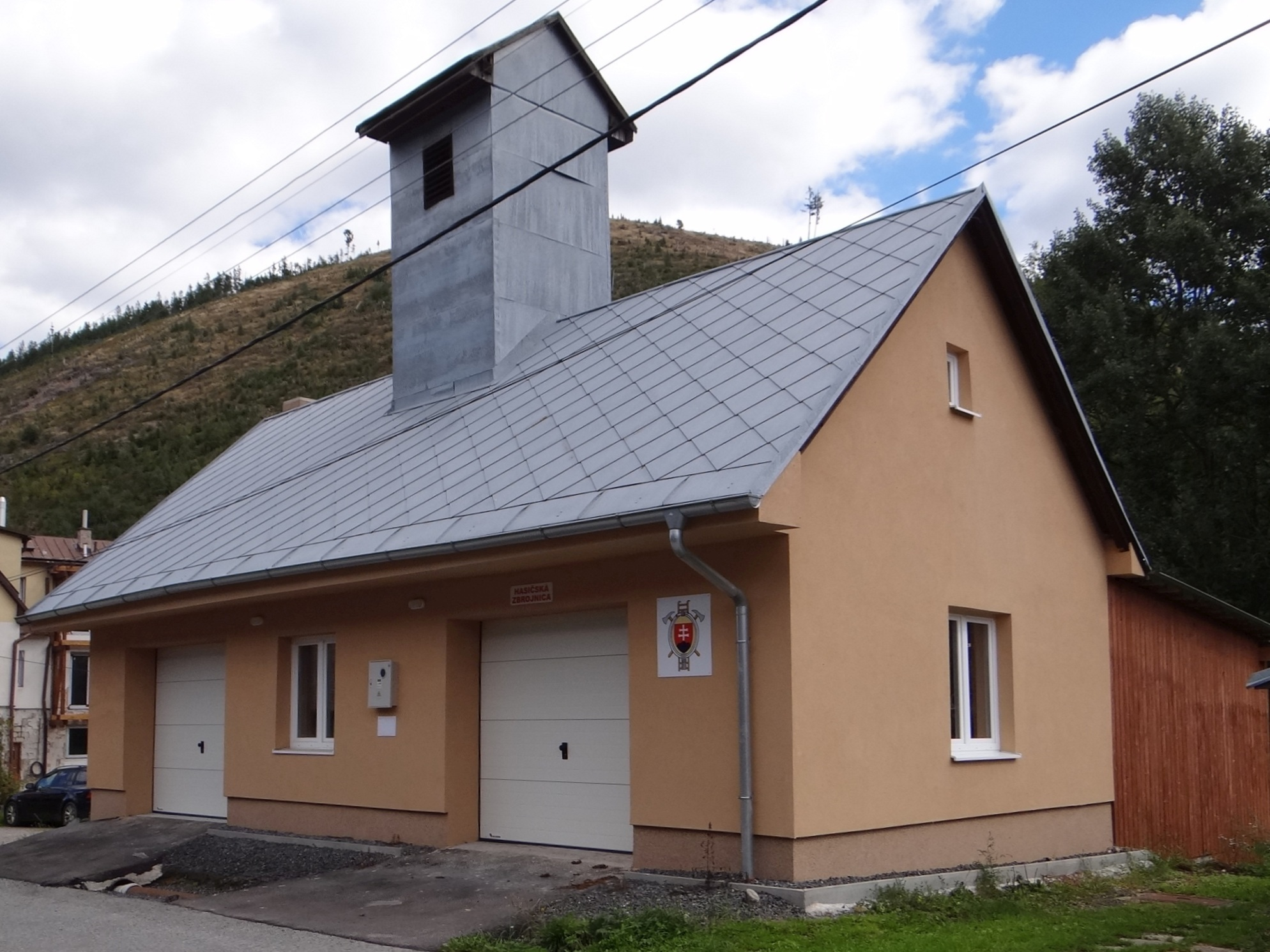
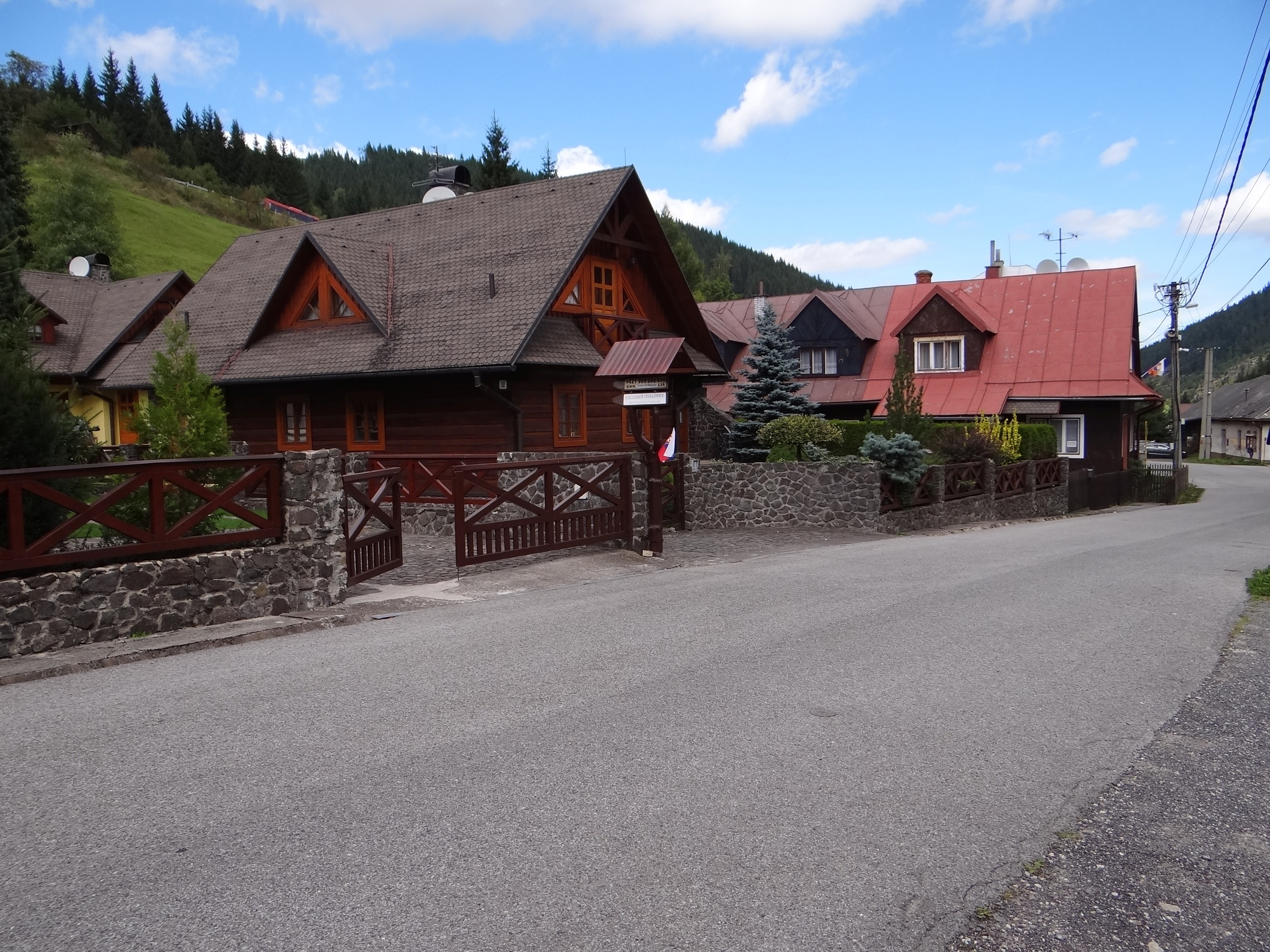
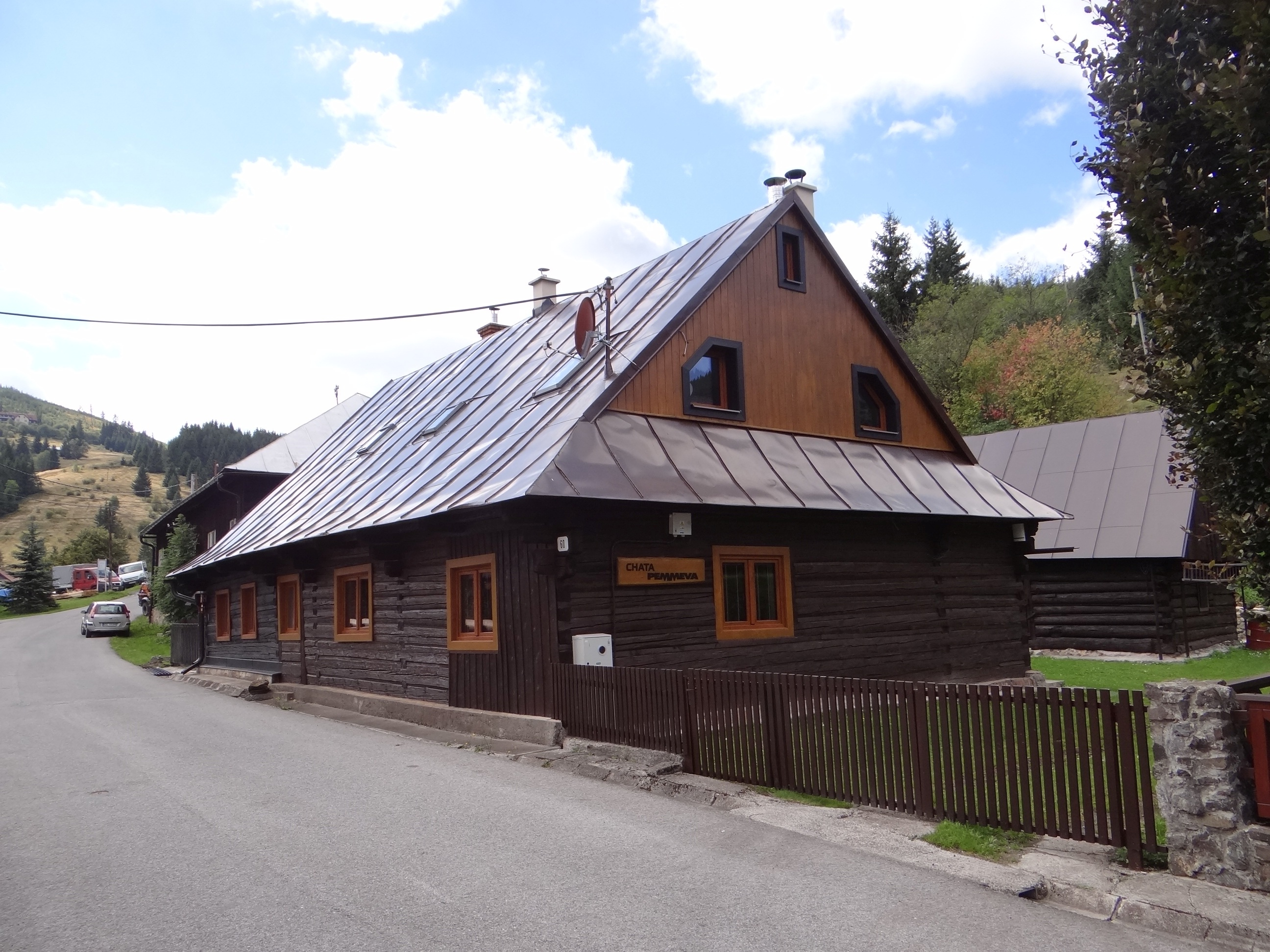
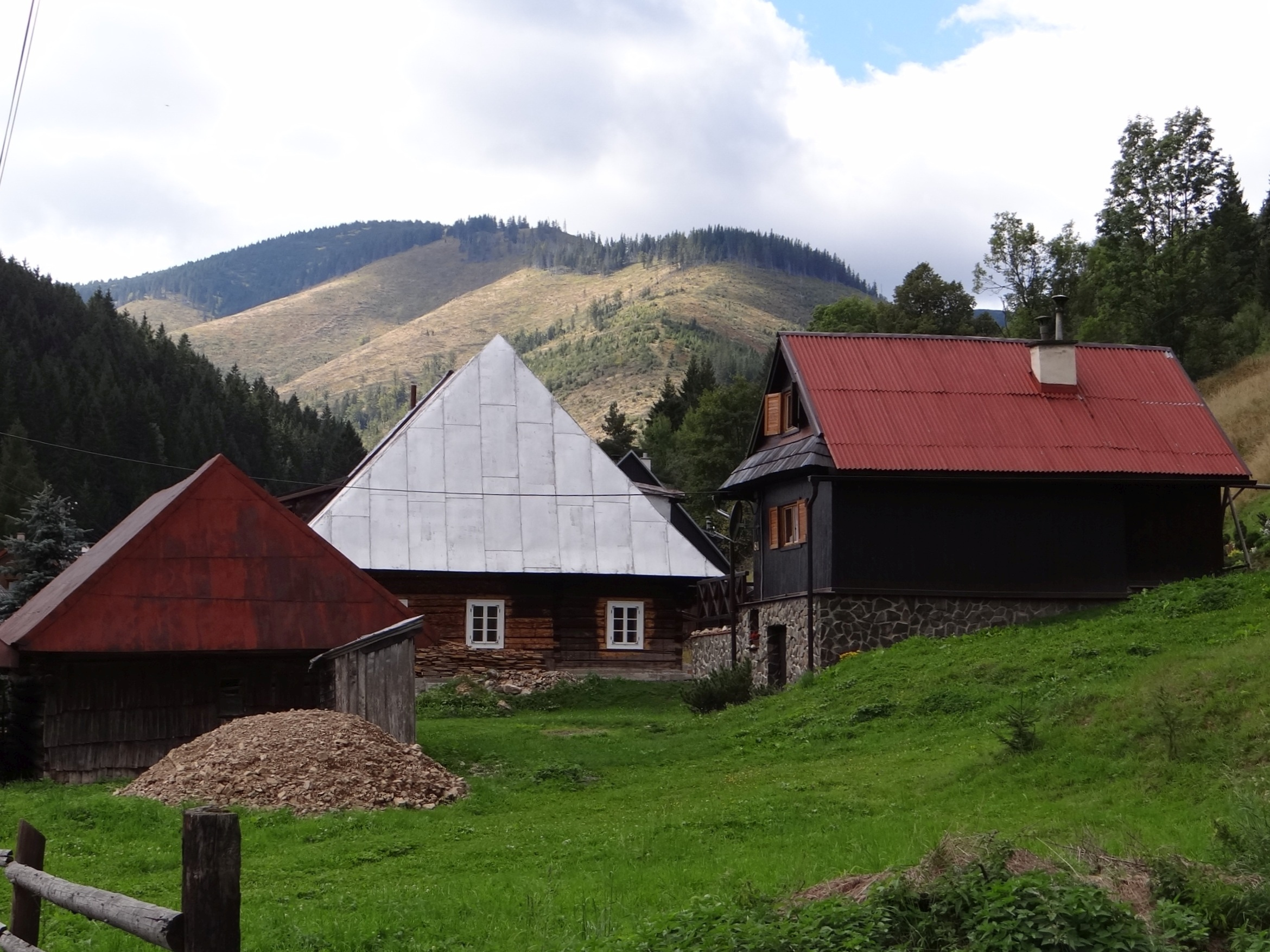
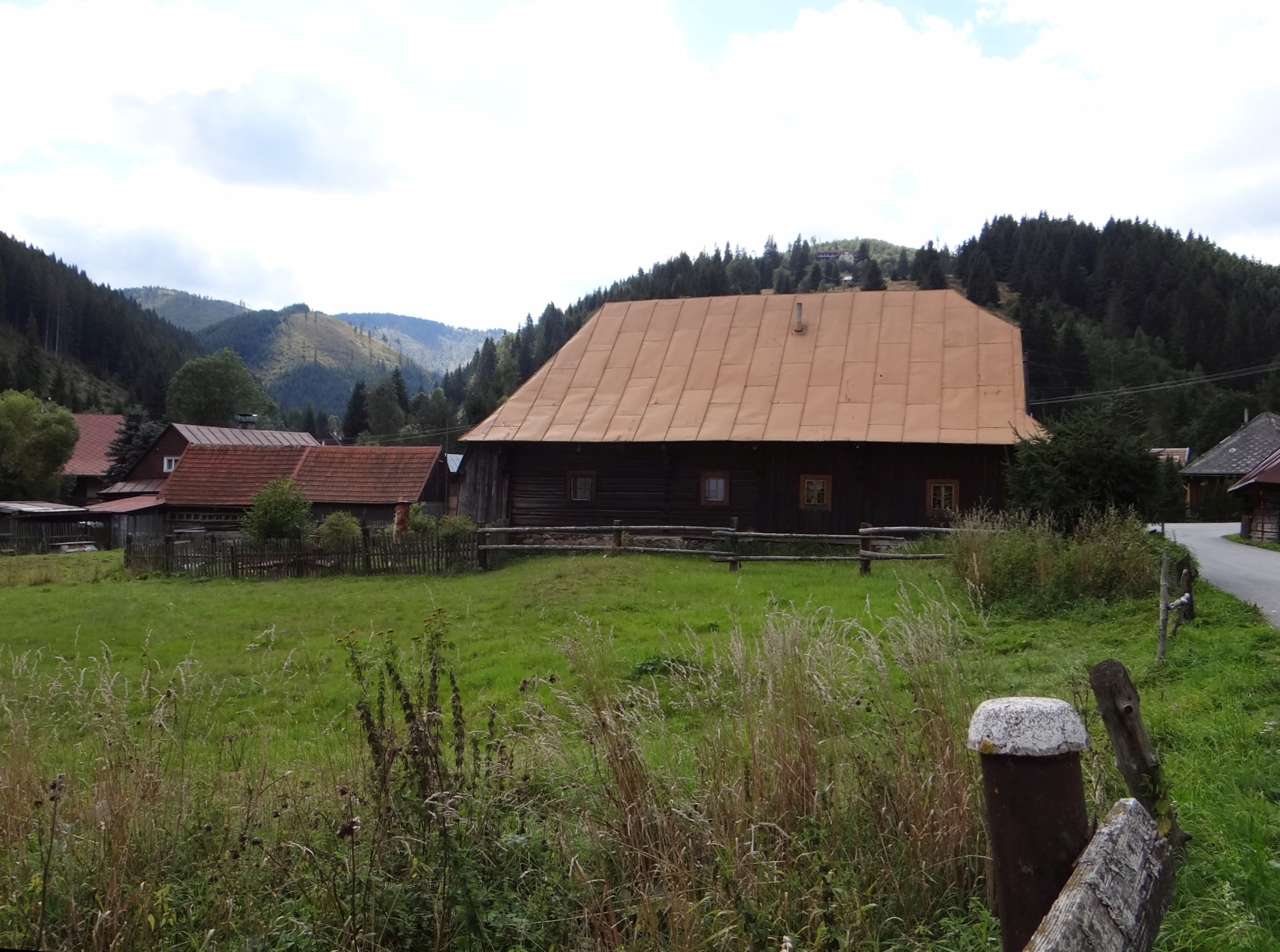
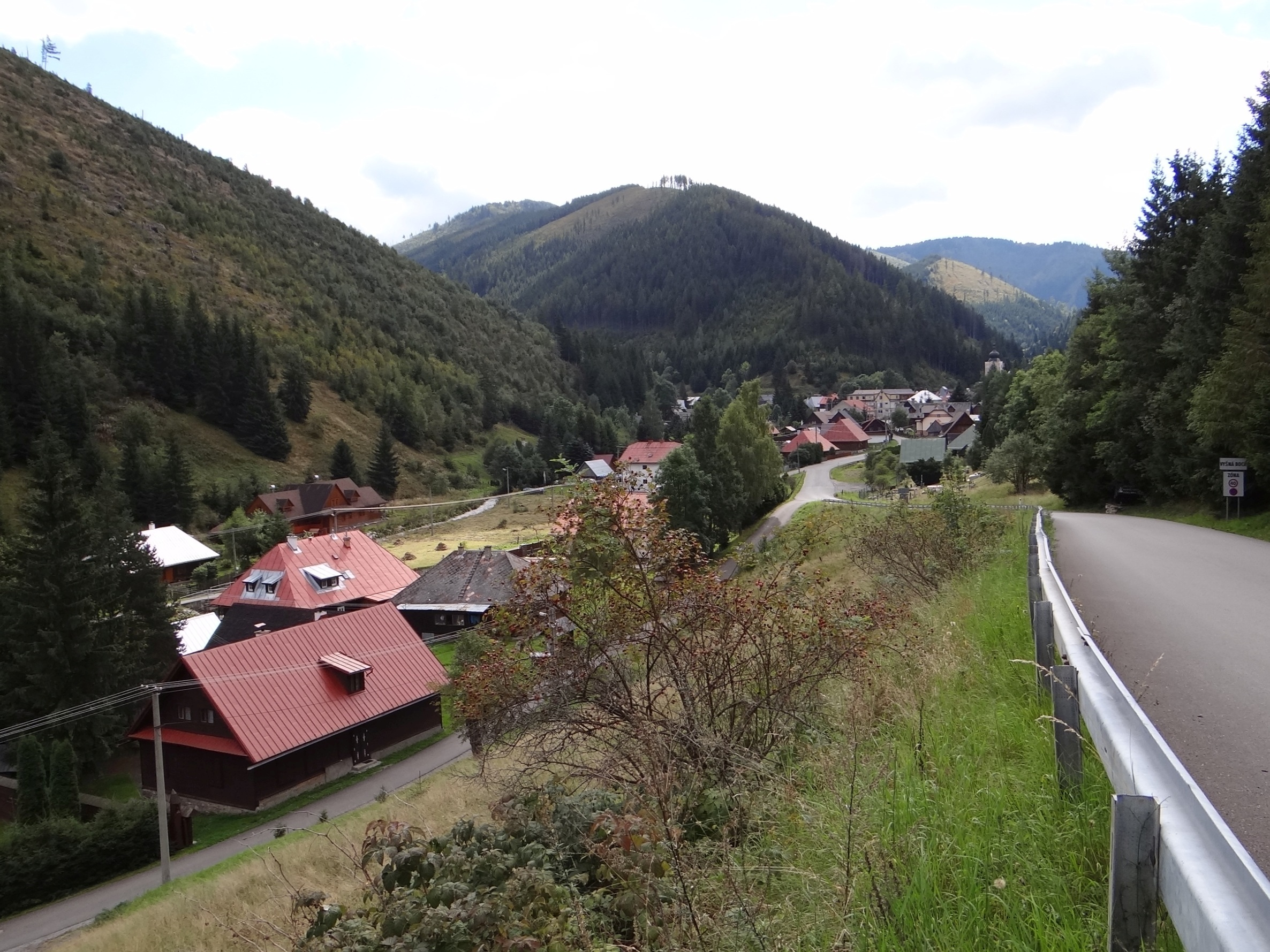